# 1386 Storeria
Az 1386 Storeria (ideiglenes jelöléssel 1935 PA) a Naprendszer kisbolygóövében található aszteroida. Grigorij Neujmin fedezte fel 1935. július 28-án.